# Františkánský klášter v Tachově
Františkánský klášter v Tachově je bývalý klášter řádu menších bratří františkánů-minoritů v Tachově. Klášter s kostelem sv. Máří Magdaleny byl založen ve druhé polovině 15. století. Od roku 1959 v klášteře sídlí muzeum Českého lesa. Budova je v současné době opět ve vlastnictví řádu a slouží malé komunitě františkánů.

## Historie

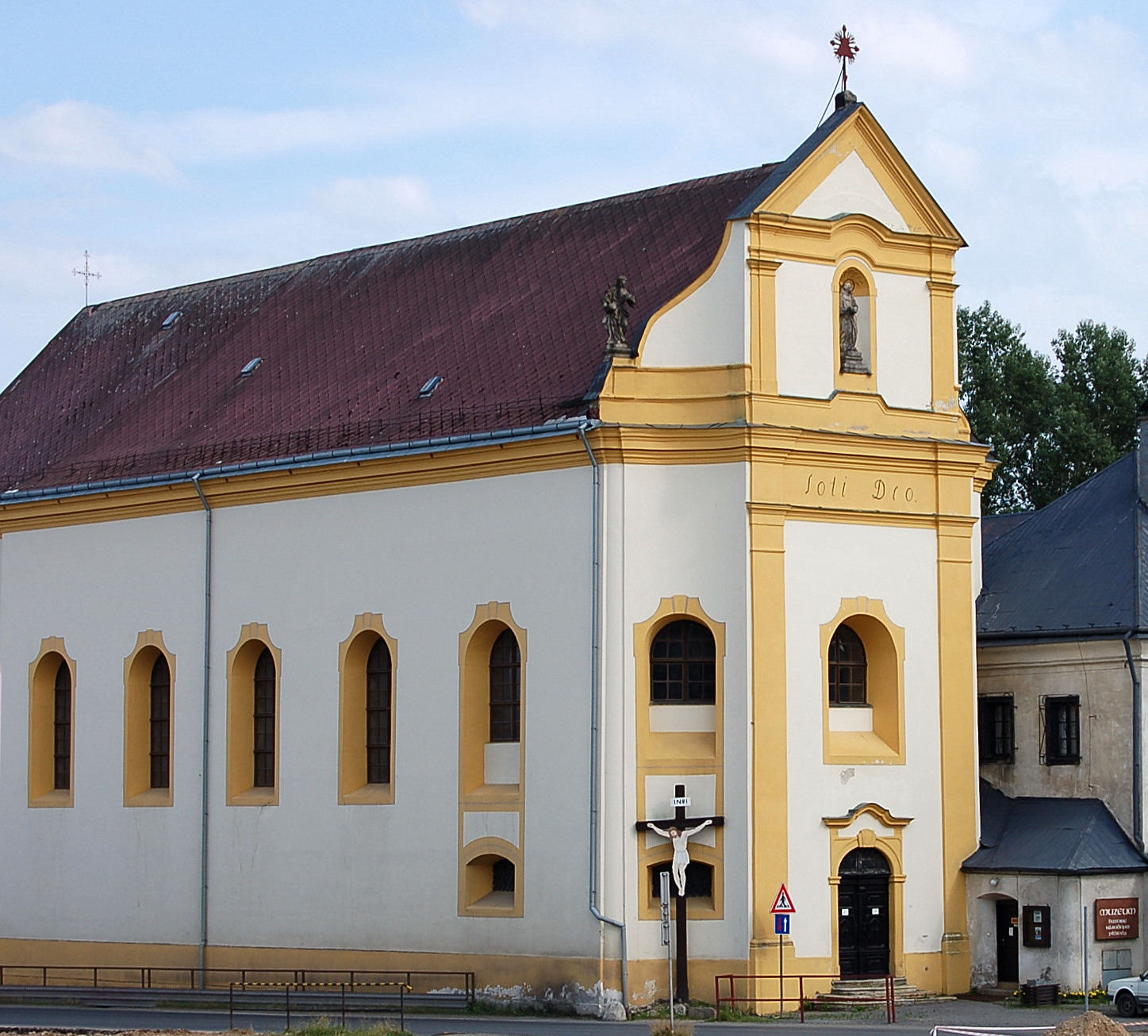
Klášterní kostel sv. Máří Magdaleny

Minorité se usadili v západočeském Tachově na břehu řeky Mže ve druhé polovině 15. století, při někdejším špitálním kostele sv. Máří Magdaleny, vydrancovaném za husitského obléhání v roce 1421. Gotický kostel a přilehlé budovy přestavěli na klášter, druhý ve městě.
Počátky tachovského františkánského kláštera historicky rovněž spadají do doby misijní práce kazatele Jana Kapistrána, vyslaného v roce 1451 papežem Mikulášem V. do Čech a Slezska s cílem rekatolizovat stoupence Jana Husa.
Roku 1564 do Tachova přišli mniši z kadaňského kláštera, kteří opustili dočasně svůj konvent. Jelikož však kadaňský klášter začal chátrat, požádala tamní městská rada plzeňské františkány o nové obsazení kláštera. V roce 1569 se mniši vrátili a za podpory pražského arcibiskupa Antonína Bruse z Mohelnice byl kadaňský klášter obnoven.
Až do 17. století žilo v Tachově asi 15 františkánů. V průběhu staletí některé části kláštera opakovaně vyhořely a musely být přestavěny. Na místě někdejšího gotického kostela byl v letech 1689–1694 postaven nový. Po ničivém požáru v roce 1748 byl kostel přestavěn do dnešní podoby. V 18. století se počet bratrů zvýšil na 30, avšak v průběhu 19. století opět poklesl.
Na konci druhé světové války žili v tachovském klášteře pouze čtyři františkáni, poslední opustili Tachov 14. dubna 1950, když byl klášter komunistickou mocí uzavřen v rámci Akce K.
Ještě před skončením druhé světové války byl poškozen klášter americkými zápalnými bombami. Škody byly zcela opraveny až několik let po válce. Od roku 1959 sídlí v bývalém klášteře Okresní muzeum Tachov s převážně vlastivědnou sbírkou. Budova je nyní opět ve vlastnictví františkánského řádu.

## Vybavení
Klášterní budova stojící vedle kostela má podobu barokní čtyřkřídlé stavby kolem vnitřního nádvoří s křížovou chodbou, která byla vyzdobena olejomalbami. Nejvýznamnějším klenotem františkánského kláštera byla pozdně gotická skupina ukřižování, která je připisována Ulrichu Creutzovi a dnes je uložena v Národním muzeu v Praze. Boční oltáře sv. Antonína a sv. Františka daroval pan Jan Filip Husmann.
Fresky v klášteře vytvořil v roce 1827 Kryštof Maurus Fuchs (1771–1848) z fraiského Tirschenreuthu.

## Klášterní kostel
Bývalý klášterní kostel sv. Máří Magdalény s rokokovým zařízením z let 1749–1750 a sochou sv. Jana Nepomuckého je připisován Janu Brokoffovi.
Hlavní oltář kostela je vyzdoben obrazem sv. Máří Magdaleny od Franze Rumplera. Sochy sv. Františka a Jana Kapistrána jsou ze druhé poloviny 19. století.